# Площадь Декабристов (Иркутск)

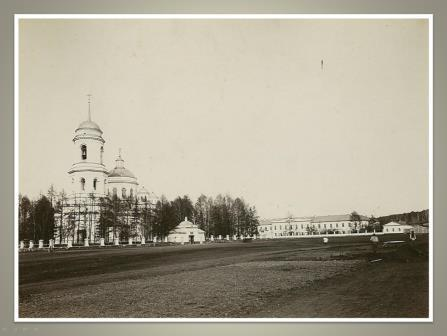
Успенская площадь. Слева направо: Успенская церковь, Иркутская духовная семинария

Площадь Декабристов (бывшая Успенская) — площадь Иркутска, расположенная в Правобережном округе между улиц Декабрьских Событий, Плеханова и Трудовых Резервов. Названа в честь декабристов.
25 мая (6 июня) 1835 года на территории современной площади началось строительство церкви во имя Успения Пресвятой Богородицы (по названию церкви было дано предшествующее название площади). Строительство было полностью завершено в 1847 году.
5 ноября 1920 года Успенская площадь была переименована в площадь Декабристов.
В 1930 году Успенская церковь была закрыта, а летом следующего года снесена, на её месте в начале 1950-х был разбит сквер.
27 декабря 1999 года на площади был открыт памятник иркутянам, погибшим при исполнении воинского долга. В 2006 году прошла его реконструкция. В июле того года на площади был установлен крест в память о похороненных на ней.

## История
24 апреля (6 мая) 1835 года на современном месте площади, находившемся на окраине города напротив казарм Иркутской казачьей сотни, иркутский губернский архитектор А. В. Васильев освидетельствовал место под строительство церкви, названой во имя Успения Пресвятой Богородицы, автором проекта которой которой он же и являлся. 25 мая (6 июня) началась копка рвов под её фундамент. Строительство осуществлялось на средства иркутского купца 1-й гильдии П. Ф. Медведникова и его сына Алексея. Руководил строительством мастер Пётр Степанович Ивельский. 25 апреля (7 мая) (по другим данным — 24 апреля (6 мая)) 1836 года к уже построенному фундаменту церкви отправился крестный ход, в нём участвовали архимандрит Никодим и прочее духовенство. На место постройки прибыл Иркутский и Нерчинский епископ Иннокентий (Александров), присутствовал при молебствии, которое отправлял Никодим, затем, по его окончании, положил первый кирпич в основание церкви. В 1845 году около ещё строящейся церкви была высажена роща. 2 (14) февраля 1846 года были освящены два тёплых придела: первый во имя святого Николая Чудотворца — за раннею обедней протоиереем Владимирской церкви Иоанном Тихомировым, второй во имя Рождества Христова — за позднею обедней Нилом, епископом Иркутским, Нерчинским и Якутским. При освящении храма были сенатор, ревизовавший Восточную Сибирь, И. Н. Толстой и гражданский губернатор А. В. Пятницкий при стечении множества людей всех сословий. В 1847 году все строительные работы были завершены, и 21 сентября (3 октября) прошло освящение трёх холодных приделов: главного во имя Успения Божией Матери епископом Нилом и боковых во имя Вознесения Господня Иоанном Тихомировым и во имя великомученика Прокопия благочинным, протоиереем Прокопьевской церкви Алексеем Шергиным.

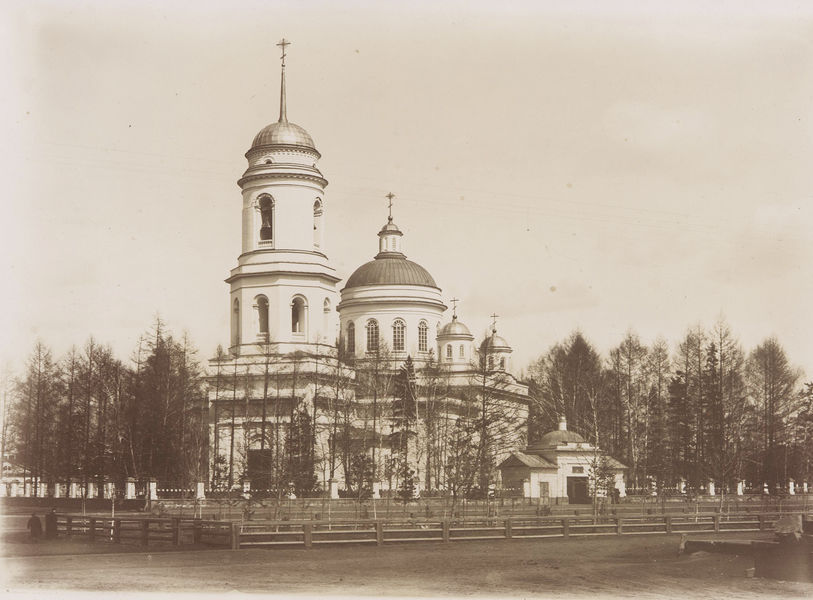

24 июня (6 июля) 1891 года цесаревич Николай Александрович проезжал по Ланинской улице, через Успенскую площадь, по улице 1-й Казачьей, направляясь смотр войск местного гарнизона.
24 декабря 1917 года (6 января 1918 года) у Успенской церкви в братской могиле были захоронены 11 погибших в ходе Декабрьских боёв 1917 года в Иркутске. Перезахоронения не осуществлялись.
13 июня 1918 года на Успенской площади из-за операции по разоружению личного состава полка Иркутского казачьего войска была размещена артиллерия из 4-х пушек.
5 ноября 1920 года по распоряжению заседания исполкома Иркутского городского Совета рабочих и красных депутатов Успенская площадь была переименована в площадь Декабристов.
В 1930 году Успенская церковь была закрыта, а летом следующего года снесена. Вплоть до начала 1950-х на её месте высились обломки, пока там не был разбит сквер.
11 мая 1963 года Фидель Кастро во время своего визита в Иркутск проезжал по улице Декабрьских Событий мимо площади Декабристов.
27 декабря 1999 года на середине площади, примыкающей к улице Декабрьских событий, был открыт памятник иркутянам, погибшим при исполнении воинского долга. Автор памятника — архитектор Сергей Борисович Демков. В 2006 году прошла его реконструкция, в ходе которой плиты облицовки были заменены на новые чёрные долеритовые с гравированными штрихами, придающими памятнику серо-черный цвет.

## Архитектура

### Памятник иркутянам, погибшим при исполнении воинского долга
Обелиск состоит из основания, выполненного из полированных блоков долерита размерами 900×900×300 мм, и стелы, выполненной из этого же материала. Она состоит из двух самостоятельных частей. Максимальная высота над уровнем земли — 6 метров. Каждая часть стелы изготовлена из цельных крупноразмерных блоков, скреплённых между собой по вертикали штангами и соединительными муфтами. Штанги закреплены с помощью резьбового соединения к анкерам, выпущенным из монолитного железобетонного фундамента.

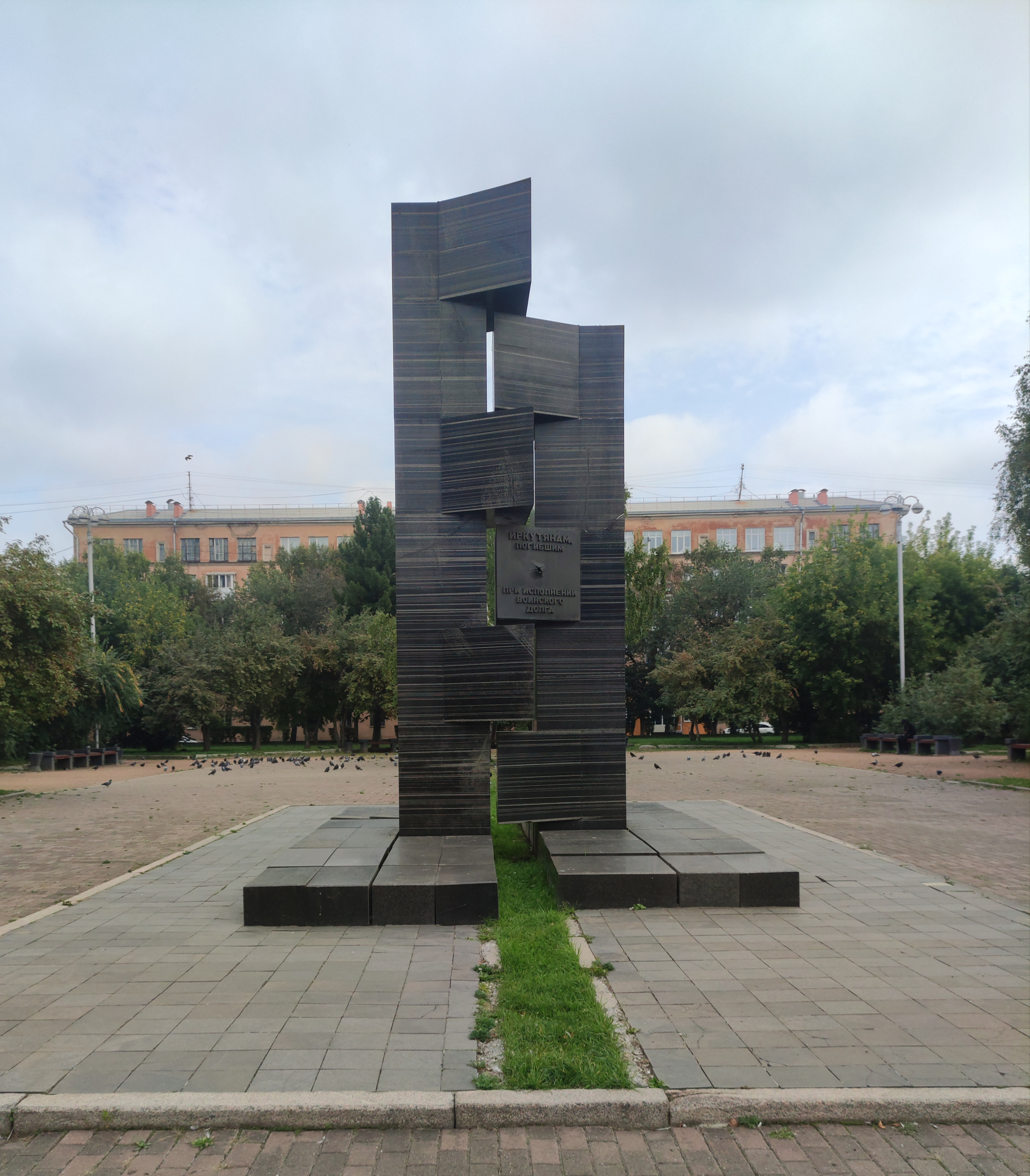

### Памятный крест
В июле 2006 года в районе места вышеупомянутой братской могилы, в честь захороненных в ней, представителями Иркутского казачьего войска установлен деревянный крест с мемориальной доской.

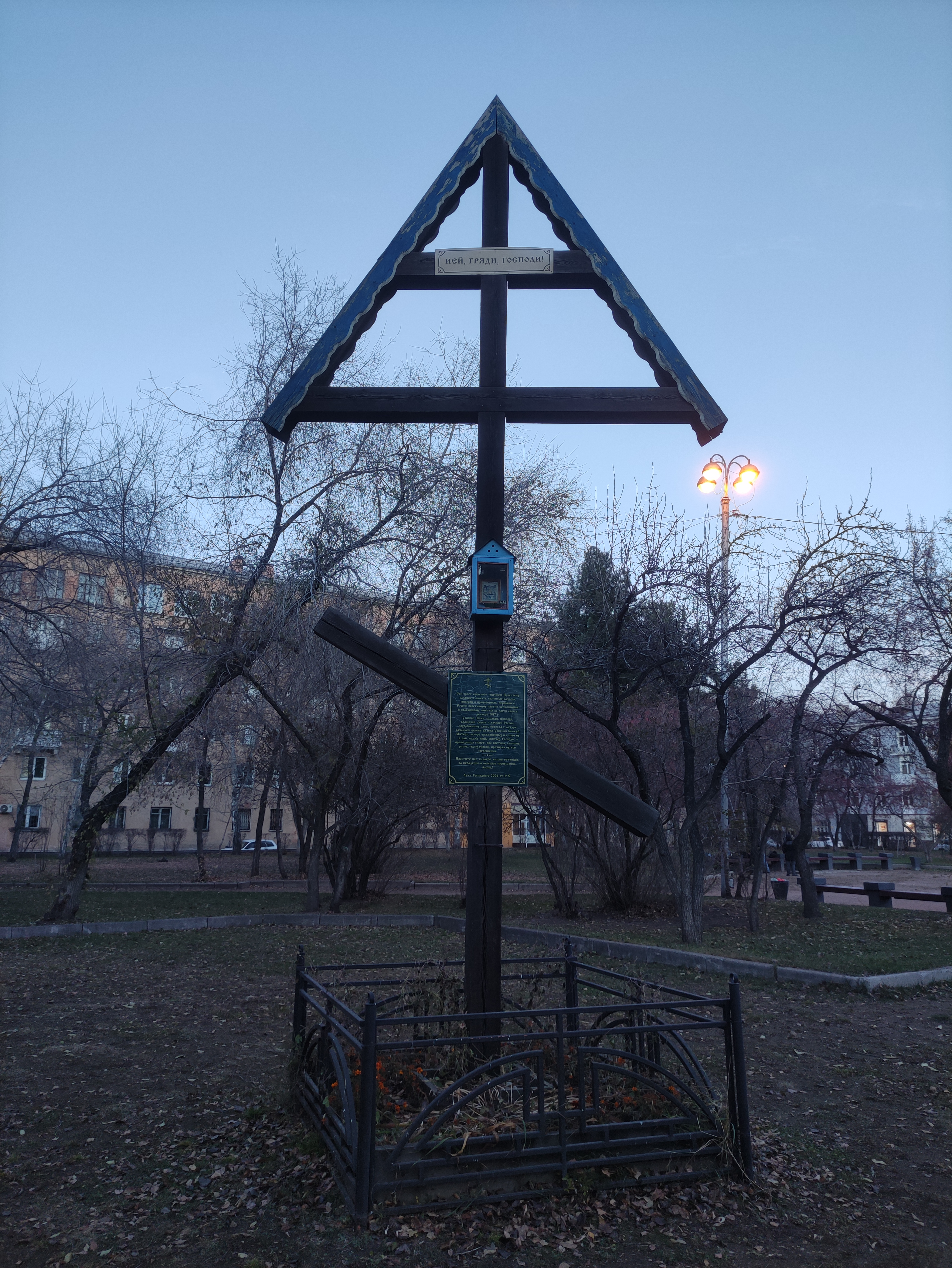

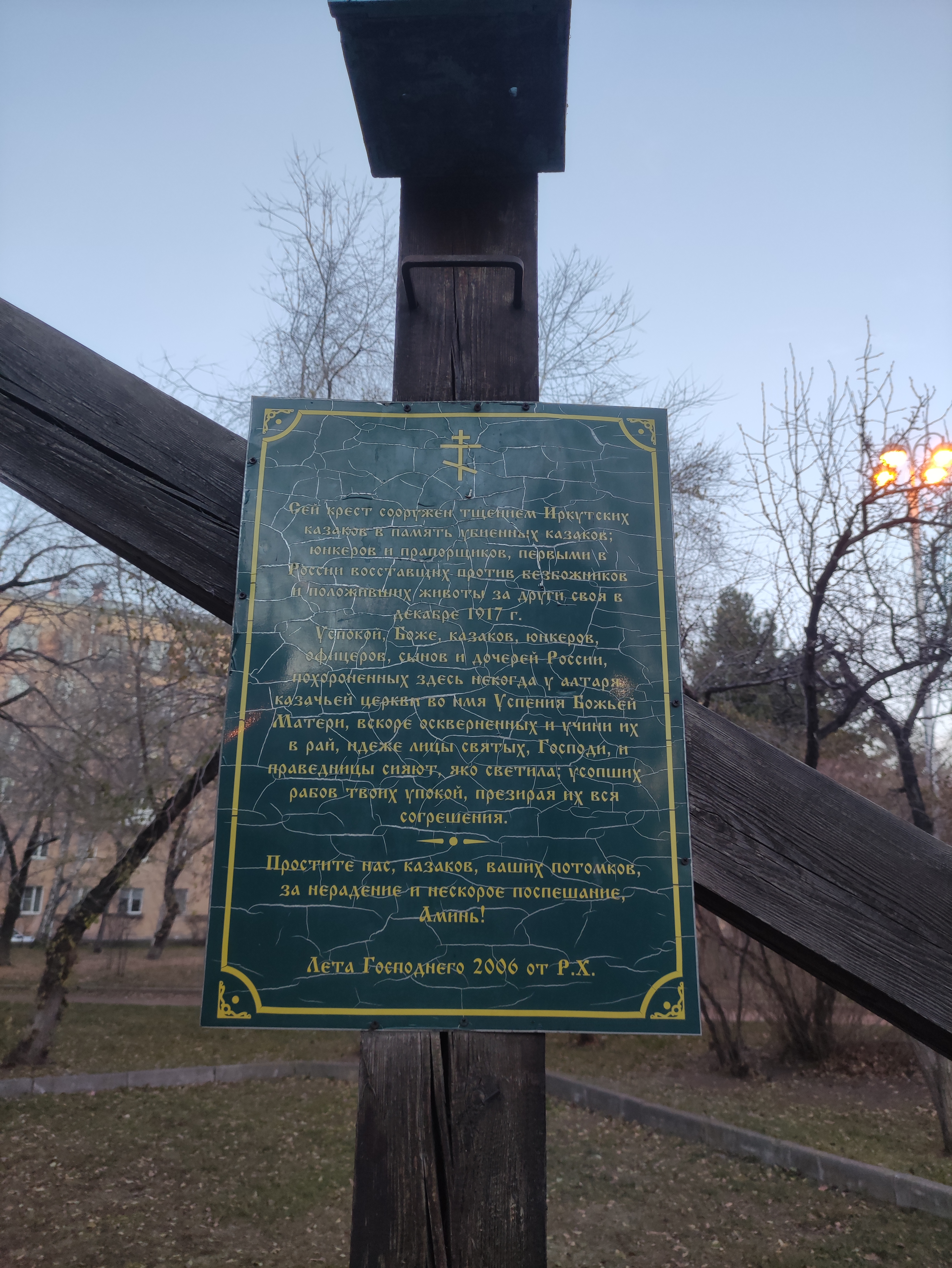